# François d'Anglure de Bourlemont
Pour les articles homonymes, voir Bourlémont.
François d'Anglure de Bourlemont (mort le 7 juillet 1711) est un ecclésiastique qui fut évêque désigné de Pamiers de 1681 à 1685.

## Biographie
François d'Anglure de Bourlemont est le fils de Nicolas (1620 -1676), comte de Bourlemont et marquis de Buzancy) et de son épouse Anne Thibaud. Il est le neveu de deux archevêques : Charles-François d'Anglure de Bourlemont et Louis d'Anglure de Bourlemont. Comme eux, il est destiné à une carrière ecclésiastique et il est pourvu comme commendataire en 1673 de l'abbaye de La Crête en succession de son oncle Charles-François mort en 1669.
Le 4 juillet 1681 le roi le désigne comme évêque de Pamiers mais du fait du conflit qui éclate entre le souverain et le pape Innocent XI dit affaire de la régale, il n'obtient pas ses bulles pontificales de confirmation, le siège reste vacant jusqu'en 1685, année où il renonce à l'épiscopat et se fait attribuer en compensation la commende de l'abbaye Saint-Florent de Saumur. En 1704, un conflit l'oppose au prieur et aux moines de l'abbaye de la Crête qui le font condamner par la justice royale à entretenir les bâtiments de leur abbaye qui menacent ruine. Il meurt en juillet 1711.